# Napoléon Thomas
Pour l’article homonyme, voir Thomas.
Napoléon Thomas (1804-1879) est un artiste peintre, illustrateur et lithographe français, actif du début des années 1830 aux années 1870.

## Biographie
À partir de 1829-1830, Napoléon Thomas appartient à la « camaraderie du Petit-Cénacle ou du Bousingo », qui réunit Pétrus Borel, Jehan Du Seigneur, Théophile Gautier, Gérard de Nerval, Philothée O'Neddy, Auguste Maquet (Mac-Keat), Joseph Bouchardy, Alphonse Brot, Célestin Nanteuil. Ces jeunes gens d'une vingtaine d'années participent activement à la révolution de juillet 1830. D'autres camarades s'y retrouvent également comme Léon Clopet, Giulio Piccinni, Jules Vabre ou encore Paul Lacroix.
En 1832, le sculpteur Jehan Du Seigneur produit un médaillon représentant Thomas. En 1833, Borel lui dédie (« à toi, Napoléon Thom, le peintre, air, franchise, poignée de cœur soldatesque... ») la deuxième édition de son recueil de poésie Rhapsodies, illustrée par Thomas de deux lithographies (chez Bousquet, successeur de Levavasseur) ; ce dernier avait également produit deux vignettes pour l'édition de 1832.
Napoléon Thomas apparaît au Salon de Paris de 1833, présentant deux portraits peints dont celui de Pétrus Borel ; son adresse parisienne est mentionnée comme étant au 63 de la rue d'Enfer. Par la suite, il est encore présent au Salon en 1836, présentant des sujets relatifs à l'édition illustrée du roman Les mauvais garçons d'Alphonse Royer, et en 1837, exposant le portrait peint d'une femme en pied. À compter de janvier 1836, il est mentionné comme dessinateur collaborateur au journal Le Monde dramatique.
Le 4 janvier 1837, naissance de son fils Frédéric-Napoléon, de Marie-Thérèse Meyer.
On le retrouve aux côtés de l'érudit Paul Lacroix, pour son études Les romans historiques (1837) qu'il illustre de vignettes d'après des originaux.

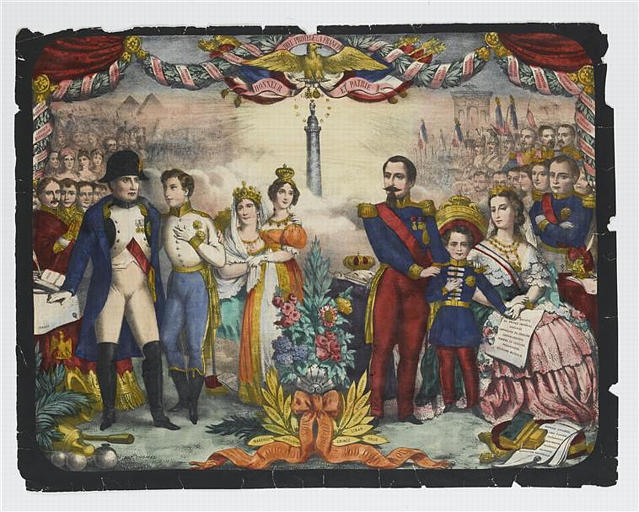
Dieu protège la France, chromolithographie (1867).

Napoléon Thomas fut un illustrateur prolifique. Sévère, Beraldi le juge parfois sans intérêt. On trouve de Thomas de nombreuses chromolithographies, qui furent populaires, publiées par Becquet frères (Paris) à partir des années 1850 (par exemple, le Mariage de Napoléon III (1853) ; Dieu protège la France (1867) ; L'Alsace et la Lorraine (1872 ?)...), et dont la production semble s'arrêter au début des années 1870.

## Ouvrages illustrés
- Daniel Defoe, Robinson Crusoé, traduction de Pétrus Borel et Alexandre Varenne, illustrations gravées par Adolphe Best, 1836.
- Contes de Perrault, précédés d'une notice sur l'auteur par Paul L. Jacob et d'une dissertation sur les contes de fées par M. Le Bon Walkenaer, Paris, L. Mame, 1836.
- Œuvres de Lesage : Le Diable boiteux, Gil Blas, le Bachelier de Salamanque, Gusman d'Alfarache, théâtre, Paris, Firmin Didot frères, [1838].